# تراسي ريتشاردسون
تراسي ريتشاردسون (بالإنجليزية: Tracey Richardson)‏ هي غطاسة بريطانية، ولدت في 26 أكتوبر 1982.

## وصلات خارجية
- تراسي ريتشاردسون على موقع الاتحاد الدولي للسباحة (الإنجليزية)
- تراسي ريتشاردسون على موقع قاعدة بيانات الغوص IAT (الألمانية)
- تراسي ريتشاردسون على موقع أوليمبيديا (الإنجليزية)
- تراسي ريتشاردسون على موقع اللجنة الأولمبية البريطانية (الإنجليزية)